# ایکه‌آ

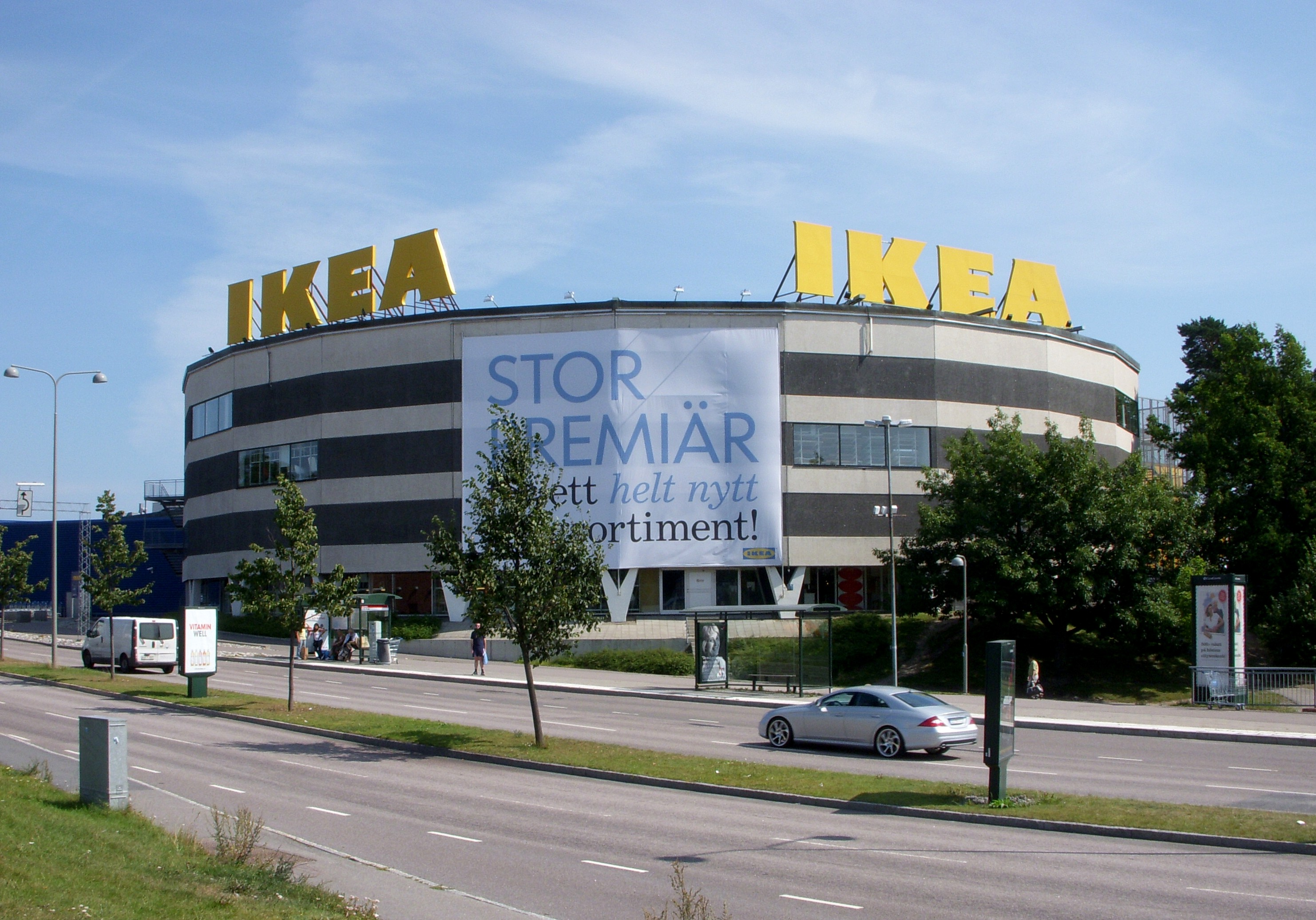
بزرگ‌ترین فروشگاه ایکه‌آ که در استکهلم واقع شده و در سال ۱۹۶۵ باز شد.

نقشه کشورها با فروشگاه‌های ایکه‌آ:
موقعیت فروشگاه‌های فعلی
موقعیت فروشگاه‌های آینده
موقعیت فروشگاه‌های سابق
موقعیت فروشگاه‌هایی که فعلاً وجود نداشته یا برنامه ای برای آن وجود ندارد

ایکه‌آ (به سوئدی: IKEA) شرکت سوئدی و چندملیتی است، که در زمینه فروش تخت‌خواب، میز و دیگر لوازم اصلی و فرعی خانگی فعالیت می‌کند. شرکت ایکه‌آ در سال ۱۹۴۳ توسط اینگوار کمپراد در سوئد بنیان نهاده شد.
دفتر مرکزی شرکت ایکه‌آ در کشور هلند، قرار دارد. نخستین فروشگاه ایکه‌آ در سال ۱۹۵۸ در سوئد گشایش یافت. همچنین نخستین فروشگاه‌های ایکه‌آ در خارج از سوئد، به‌ترتیب در سال ۱۹۶۳ در نروژ و در سال ۱۹۶۹ در دانمارک آغاز به‌کار کردند.

## محصولات
ایکه‌آ تولیدکننده بیش از ۱۲۰۰۰ کالای مصرفی خانگی است که شامل مبلمان، کمد و کابینت و جارختی، تخت خواب و کالای خواب، لوازم سرویس بهداشتی، لوازم نوزاد و کودکان، لوازم پخت‌وپز و میز آرایی، انواع ظروف سرامیکی و چینی و پلاستیکی، ابزار نور و روشنایی، فرش و کفپوش، ملزومات سفر و پیک‌نیک، تزیینات منزل، لوازم شست‌وشو و خشک‌شویی، گل و گلدان و اکسسوری‌های دکوراسیون داخلی می‌شود.

## تولید
اگر چه لوازم خانگی و مبلمان ایکه‌آ در سوئد طراحی می‌شوند، تولید آن‌ها عمدتاً در کشورهای در حال توسعه انجام می‌شود تا قیمت تمام شده محصول کمتر شود. بیشتر محصولات ایکه‌آ به دست مصرف‌کننده نهایی اسمبل می‌شود. سوئد وود، یکی از شرکتهای تابعه ایکه‌آ، عهده‌دار تولید اجناس چوبی این برند است. بزرگ‌ترین کارخانه سوئد وود در لهستان واقع شده‌است. بیش از ۱۶۰۰۰ پرسنل سوئد وود در ۱۰ کشور جهان سالانه ۱۰۰ میلیون قطعه مبلمان تولید می‌کنند.
صنایع دستی نیز بخشی از محصولات ایکه‌آ را تشکیل می‌دهد که عمدتاً در کشورهای هند و بنگلادش تولید می‌شوند. فرشهای دستباف ایکه‌آ در هند تولید می‌شوند.

## اثر ایکه‌آ
در بحث روان‌شناسی، «اثر ایکه‌آ» به این معنی است که مردم برای وسایلی که در ساخت آنها زحمت کشیده‌اند ارزش بیشتری قائل می‌شوند.
راز موفقیت آیکیا در این بود که سبک جدیدی از طراحی وسایل منزل را دنبال کرد. سبکی که بر سادگی و حذف زوائد غیرکاربردی از اثاثیه منزل متمرکز است. در محصولات برند آیکیا خبری از نقش و نگارهای تزئینی پیچیده که در مبلمان کلاسیک می‌بینیم نیست. در میز و صندلی و مبلمان برند ایکه‌آ سعی می‌شود زیبایی از دل سادگی بیرون بیاید. سادگی آرامش‌بخش و رضایت‌آور است. زندگی انسان امروزی پیچیده و در هم ریخته‌است. ما همواره در محیطهای شلوغ قرار می‌گیریم؛ بنابراین وقتی با سادگی مواجه می‌شویم قدر آن را می‌دانیم و احساس اطمینان دریافت می‌کنیم.

## جاسوسی از کارکنان
در مارس ۲۰۲۱ دادگاهی در فرانسه پرونده‌ای را برای رسیدگی به اتهاماتی مبنی بر جاسوسی سازمان‌یافته شرکت ایکه‌آ دربارهٔ کارمندان خود را باز کرد. شرکت ایکه‌آ متهم است که در دهه ۲۰۰۰ (میلادی) برای چندین سال از کارکنان خود جاسوسی می‌کرده‌است. گزارش شده که چهار خبرچین این شرکت به بانک اطلاعات پلیس دسترسی پیدا کرده بودند و این شرکت سالانه تا هفتصد هزار دلار آمریکا برای استخدام بازرسان خصوصی برای جاسوسی از زندگی خصوصی افراد، به ویژه اعضای اتحادیه‌های صنفی هزینه کرده تا افرادی که به نظر مدیران ایکه‌آ می‌توانستند برای این شرکت دردسر شوند را زیر نظر بگیرند. در ژوئن ۲۰۲۱ دادگاه، ایکه‌آ را به پرداخت ۱/۳ میلیون دلار آمریکا محکوم کرد. در برابر این ادعا وکیل مدافع آیکیا گفته‌است که نقص‌های سازمانی به معنای جاسوسی نیست.

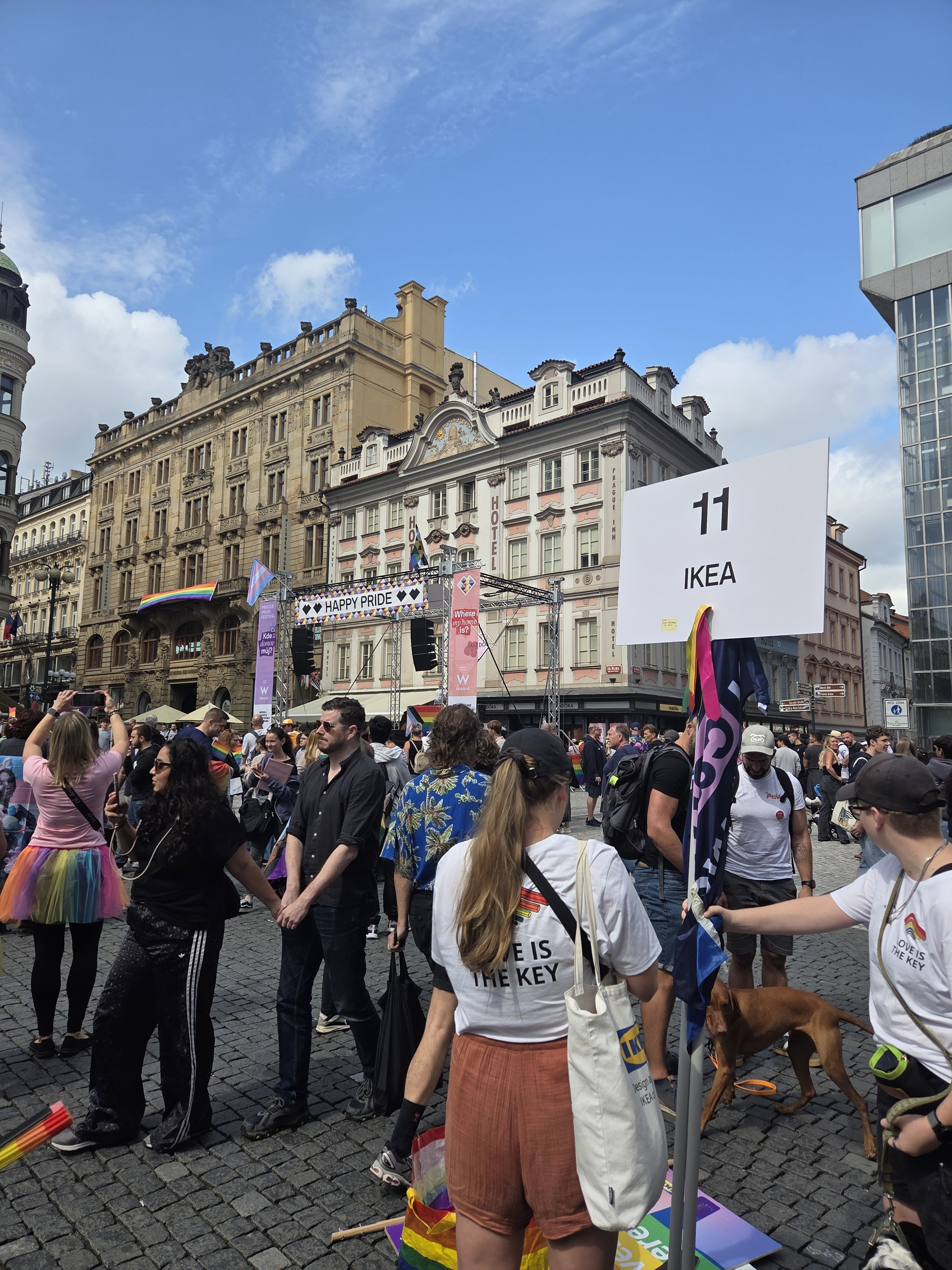
فردی در رژه‌ی افتخار پراگ ۲۰۲۵ با تابلویی از IKEA در دست